# Holmsjö
Holmsjö er en landsby i Karlskrona kommun i Blekinge län i Sverige. Den har 357 (2023) indbyggere. I 2010 havde byen 334 indbyggere. Holmsjö ligger cirka 30 kilometer nord for byen Karlskrona.
Holmsjö ligger ved Kust till kust-banan som har forbindelser med bland andet Karlskrona, Emmaboda, Växjö og Göteborg.